# Anomia trigonopsis
Anomia trigonopsis is een tweekleppigensoort uit de familie van de Anomiidae. De wetenschappelijke naam van de soort is voor het eerst geldig gepubliceerd in 1877 door Hutton.